# 阿诺斯
阿诺斯（法語：Anos，法語發音：[anɔs]）是法国大西洋比利牛斯省的一个市镇，位于该省东北部，属于波城区。

## 地理
阿诺斯（43°23'54"N, 0°17'34"W）面积1.79 平方千米，位于法国新阿基坦大区大西洋比利牛斯省，该省份为法国东南部省份，涵盖了贝阿恩与北巴斯克，西临大西洋比斯開灣，北至朗德省，东北接热尔省，东临上比利牛斯省，南与西班牙接壤。
与阿诺斯接壤的市镇（或旧市镇、城区）包括：巴兰克、圣阿尔穆。

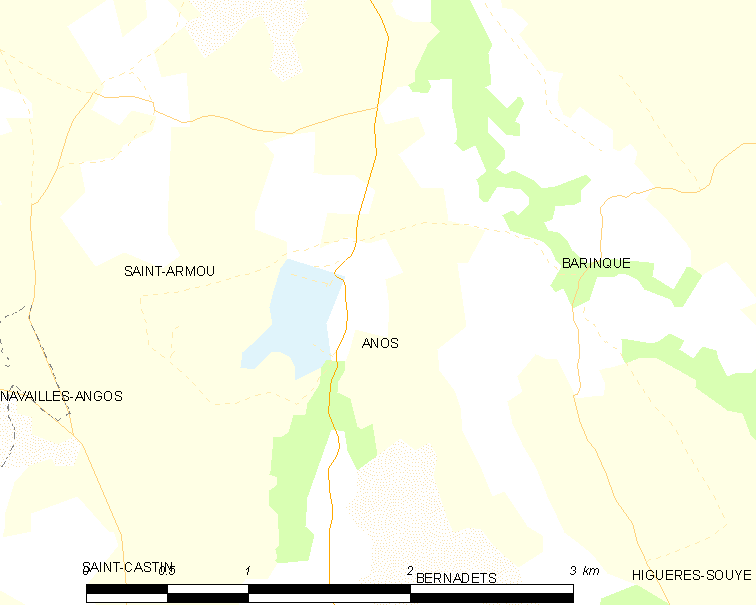
阿诺斯的OSM定位图

阿诺斯的时区为UTC+01:00、UTC+02:00（夏令时）。

## 行政
阿诺斯的邮政编码为64160，INSEE市镇编码为64027。

## 政治
阿诺斯所属的省级选区为莫尔拉斯与蒙塔内雷斯地区县。

## 人口

1962-2008年间阿诺斯人口变化图示

阿诺斯于2022年1月1日时的人口数量为178人。